# Modesta Mignon
Modesta Mignon (oryg. fr. Modeste Mignon) – powieść Honoriusza Balzaka z 1844. Stanowi część Scen z życia prywatnego z cyklu Komedia ludzka. Została opublikowana po raz pierwszy w dwóch częściach w gazecie Journal des débats.

## Okoliczności powstania utworu
17 lipca 1843 roku Balzac przybył do Sankt-Petersburga aby spędzić jakiś czas z Eweliną Hańską. Zamieszkał w domu Titrowa, onna w domu Kutaisowa. Codziennie około południa zjawiał się w domu Kutaisowa. Czytał damom zebranym w salonie swoją najnowszą powieść: Córkę Ewy. Ewelina, która przeczytała niedawno korespondencję Bettiny von Brentano z Goethem, przyznała się ukochanemu, że pod wpływem tej lektury napisała nowelę, którą następnie cisnęła w ogień. Honoriusz zapragnął przeczytać listy: Pożycz mi pierwszy tom Goethego i Bettiny – pisał w liściku do Hańskiej. Napisał potem na podstawie tej korespondencji ostry artykuł, w którym atakował zarówno egzaltację Bettiny, jak i chłód Goethego. Bettina – twierdził – nie kocha Goethego, stanowi on dla niej jedynie pretekst do pisania listów; haftuje mu cieplutkie kamizelki.
Wyśmiewając Goethego i Bettinę Balzac zapamiętał jednak temat. Z Paryża pisał do Eweliny: Twoja nowela jest prześliczna, jeśli więc chcesz mi zrobić olbrzymią przyjemność, napisz ją raz jeszcze i przyślij. Poprawię ją i ogłoszę pod moim nazwiskiem. Nie czekał już jednak aż jego ukochana napisze ponownie utwór, lecz sam zabrał się do pracy. 4 kwietnia w „Journal des Débats” zaczęła się ukazywać pierwsza część powieści. Kolejne wyszły w maju i lipcu. Abonenci przyjęli powieść chłodno uskarżając się na brak przygód, toteż „Débats” natychmiast rozpoczęły druk Hrabiego Monte Christo.
Pisarz umieścił w utworze szereg postaci, których pierwowzorami byli ludzie poznani w majątku Hańskiej, zaś wizję jej samej jako młodej dziewczyny przedstawił w postaci tytułowej bohaterki. Warto zwrócić uwagę na fakt, że powieściowa Modesta podobnie jak Hańska odnajduje miłość, pisząc do autora ulubionych lektur. Utwór został zresztą zadedykowany Hańskiej.

## Treść
Charles Mignon, straciwszy cały majątek, wyrusza do Indii w celu odzyskania fortuny. W rodzinnym Hawrze pozostawia żonę i córkę Modestę. Młoda dziewczyna, czytelniczka poezji romantycznej, nawiązuje korespondencję z legendarnym poetą Melchiorem Canalisem. Ten jednak, mając dość miłośniczek jego twórczości, powierza zadanie prowadzenia korespondencji swojemu sekretarzowi Ernestowi. Ernest zaintrygowany inteligencją dziewczyny, wyjeżdża do Hawru, gdzie widzi Modestę i zakochuje się w niej od pierwszego wejrzenia. Tymczasem ojciec panny Mignon wraca do Francji, bogaty. Sprawia to, że wokół dziewczyny – teraz majętnej dziedziczki – gromadzi się grupa adoratorów, w której wyróżniają się książę d’Hérouville i sam Canalis. Modesta jednak docenia szczerość i uczciwość Ernesta i to za niego wychodzi ostatecznie za mąż.

## Osoby występujące w powieści
- Modesta Mignon – postać pełna sprzeczności: melancholijna, wszechstronnie oczytana, wdaje się w awanturę korespondując, ukryta pod pseudonimem z nieznanym sobie poetą. Jednocześnie nie chce być poślubioną dla swoich milionów i poddaje pretendentów do swojej ręki próbie. Jako wicehrabina de La Bastie pojawia się w Beatrix i Kuzynce Bietce.
- Baron Konstanty Cyr Melchior Canalis – Poeta, starający się o rękę Modesty od chwili gdy dowiedział się o jej olbrzymim majątku. Niegodny obiekt miłości dziewczyny zwiedzionej piękną poezją i pochlebną litografią przedstawiającą poetę. Ostatecznie poślubia Mme Moreau i jej dwumilionowy spadek (Pierwsze kroki). Zachęcany przez swą kochankę hrabinę Chaulieu postanawia poświęcić się polityce. Rozbieżność pomiędzy „talentem” a „charakterem” tej postaci, służy Balzakowi do rozwinięcia tezy podniesionej w Jaszczurze o braku jedności pomiędzy człowiekiem a autorem.
- Hérouville – Pierwszy marszałek Hérouville (Herus villa) pojawia się w Przeklętym synu. Ostatni jest gubernatorem Normandii, wraca do Francji w 1814 i umiera w cztery lata później zostawiając zamek, siostrę dewotkę, 15.000 lirów renty, córkę bez posagu i syna: księcia Hérouville, markiza Saint Sever, księcia Nivron etc. Mimo pensji królewskiej nie jest w stanie przywrócić blasku swoim posiadłościom. Aspiruje do ręki Modesty i jest świadkiem jej ślubu. Pojawia się w Kawalerskim gospodarstwie i Kuzynce Bietce.
- Ernest de la Brière – w odróżnieniu od pozostałych konkurentów jest skromny i poważny. Pełni rolę sekretarza i przyjaciela Canalisa. Przyjaźń dla zwierzchnika i wewnętrzna uczciwość sprawiają, że przyznaje się do podszywania się w korespondencji pod osobę poety. Wyzwaniem dla Balzaca było ocalić „biednego chłopca” mimo całą jego naiwność i niezdarność.
- Jan Butscha – karzeł, syn szwedzkiego marynarza, sierota od szóstego roku życia, kancelista u państwa Latournelle, zakochany beznadziejnie w Modeście. W miarę rozwoju akcji wciela się w postać złośliwego karła i błazna. Wnosi do powieści elementy fantastyki
- Karol Mignon de la Bastie – ojciec Modesty, awanturnik dużego formatu. Ostatni przedstawiciel rodu de la Bastie. Oficer armii republikańskiej, a następnie Wielkiej Armii, wzbogaciwszy się na handlu jedwabiem bankrutuje, by ponownie się odkuć na handlu w Azji Mniejszej i na Dalekim Wschodzie[4].

## Cechy utworu
Modesta Mignon stanowi ważny w twórczości Balzaka eksperyment zarówno pod względem treści, jak i formy. Pisarz dokonuje w utworze analizy psychologicznej młodej dziewczyny, naiwnej, choć inteligentnej, kochającej po raz pierwszy, z egzaltacją, pełnej marzeń, podczas gdy na ogół interesowały go raczej kobiety dojrzałe. Szczególny jest również fakt, że choć bohaterka dzieła styka się z bezwzględnością i fałszem wielkiego świata (zachowanie poety Canalisa), jej optymizm, skromność (imię mówiące – Modesta – skromna) i naturalność zachowań nie ulegają zmianie, natomiast Ernest, człowiek kierujący się w życiu szlachetnymi wartościami, nie ponosi klęski działając w zdemoralizowanym Paryżu. Również pod względem formy Balzak zdecydował się na niespotykane rozwiązanie, łącząc elementy klasycznej powieści realistycznej z powieścią epistolarną.
Mimo tego krytyka na ogół nisko oceniała Modestę Mignon głównie ze względu na płaską (w porównaniu z innymi dziełami Balzaka) intrygę oraz główny wątek, przypominający współczesny melodramat. Postacie utworu uznano za psychologicznie mało prawdopodobne, a kontrasty między nimi – aż zbyt ostre (zwłaszcza opozycja między interesownym pozerem Canalisem i szlachetnym Ernestem). Dopiero po upływie wielu lat komentatorzy docenili wartość zarówno zawartych w dziele opisów miasta portowego, wyrazisty rysunek postaci i wartką akcję powieści.
Krytycy zwracają uwagę na teatralny i wodewilowy charakter powieści, w której pojawiają się osobliwe postaci takie jak Jan Butsha wyrastający ze śreniowiecznych manuskryptów, powieści Waltera Scotta, opowieści Hoffmannna i dramatu romantycznego: złośliwy, wszędobylski, groteskowy i wzniosły, niepoddający się klasyfikacjom. Za efekt melodramatyczny uznaje się wprowadzenie ślepej matki, która lepiej niż ktokolwiek inny „widzi”, co się dzieje z jej córką, i którą na koniec uleczy Desplein przybyły prosto z Mszy ateusza. Karykaturalnie przedstawił też Balzac poetę Canalisa: melodramatyczny zdrajca, oszust bez zasad, ale za to elokwentny, dowcipny, z ową swobodą, która decyduje o sukcesie literata w Paryżu. Być może z powodu tych elementów popularnych Modesta, uważana przez swego twórcę za arcydzieło, pozostawała przez lata poza zainteresowaniami krytyki i dopiero obecnie jest odkrywana. Dzięki wysiłkom Jeana Pommier, Anne-Marie Meininger i Maurice’a Regarda zrozumialsza stała się geneza dzieła, jego źródła i miejsce w życiu autora. Ujawnione zostały inspiracje goethowskie i stendhalowskie (Mina de Wanghen) utworu, jego słowiańskie źródła, a przede wszystkim lepiej zrozumiane wpływy, koincydencje i związki tej powieści o literaturze, która jest jednocześnie klejnotem sztuki epistolarnej.